# Doddy Delissen
Dorothea Delissen (17 de junio de 1907 – fecha de su muerte desconocida) fue una cantante de jazz y schlager austriaca. 

## Biografía
Nacida en Viena, Alemania, su verdadero nombre era Dorothea Delissen. Hija de padres daneses, Delissen inició su carrera artística a principios de los años 1930 como Doddy Delisson en Viena, donde cantó schlagers con Peter Igelhoff grabando sus primeros discos con él. Mediada la década de 1930 se mudó a Berlín, donde pasó a llamarse Doddy Delissen.
Además de algunos pequeños papeles como cantante, como en Unter heißem Himmel (1936), fue cantante de schlager con temas propios, aunque también interpretó el repertorio de Zarah Leander, Kirsten Heiberg y Greta Keller. También cantó temas de Ralph Benatzky (Ich steh' im Regen, con la orquesta de baile de Eugen Wolff), Werner Bochmann, Werner Eisbrenner, Theo Mackeben, Otto Berco y Peter Igelhoff. En el berlinés Delphi-Tanzpalast actuó con éxito interpretando junto al sueco Arne Hülphers el tema Ich bin, wie ich bin'.
En los años 1930 y 1940 cantó doblando a varias actrices en producciones de Universum Film AG. De todas esas actuaciones, la más conocida es la canción Auf den Flügeln bunter Träume, doblando a Hilde Weissner en el film de 1938 Geheimzeichen LB 17. 
Se hizo impopular para el régimen Nazi, por lo que fue expulsada en 1940 a Dinamarca. Tras la Segunda Guerra Mundial todavía dobló a Nadia Gray en el film austriaco Rosen der Liebe/Liebling der Welt (1949). A partir de ese momento no se conocen datos sobre su vida.

## Filmografía (selección)
- 1936 : Unter heißem Himmel (canta la canción Ich bin eine Frau für die Liebe)
- 1937 : Premiere

## Doblaje
- 1936 : Die große Liebe ist nur ein schönes Märchen, para Lucie Millowitsch en Die Unbekannte
- 1938 : Auf den Flügeln bunter Träume, para Hilde Weissner
- 1938 : Komm und tanz, en Menschen vom Varieté para Christel Mardayn
- 1949 : Es wär so schön, bei dir zu bleiben, para Nadia Gray en Rosen der Liebe/Liebling der Welt